# Nyírbogdány
Nyírbogdány község Szabolcs-Szatmár-Bereg vármegyében, a Kemecsei járásban.

## Fekvése

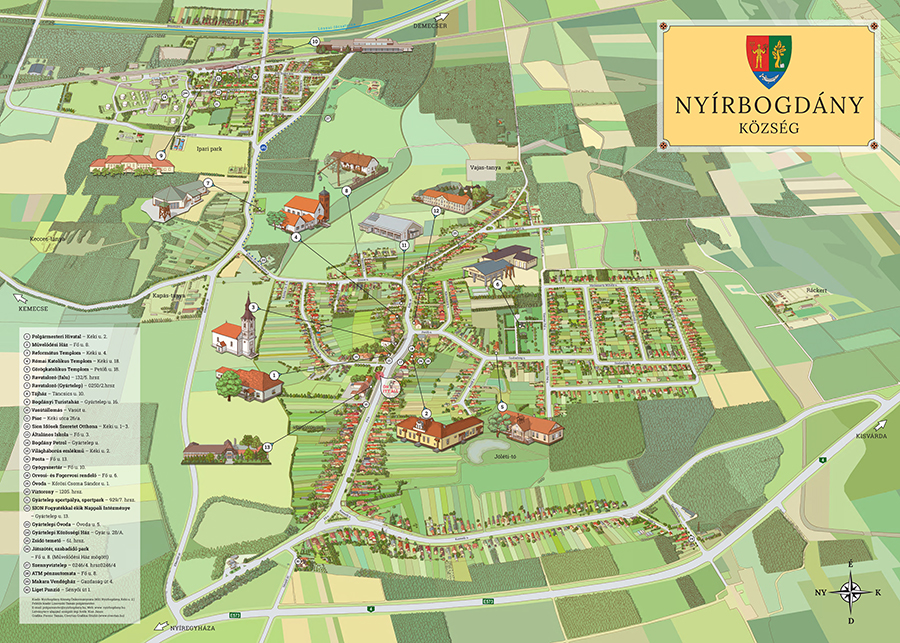
Nyírbogdány látványtérképe

A Közép-Nyírségben fekszik, Nyíregyházától mintegy 16 kilométerre északkeletre. Különálló településrészei Gyártelep, illetve Kónyatelep, melyek a falu központjától mintegy 3, illetve 4 kilométerre helyezkednek el észak-északnyugati irányban. Gyártelepen hozzávetőlegesen 780 ember él.
Határában folyik a kállai, valamint a sényői főfolyás, mely a Lónyai-főcsatornába torkollik. Belterülete 327, külterülete 3125 hektár.
A szomszédos települések: észak felől Kék, északkelet felől Demecser, kelet felől Székely, délkelet felől Nyírtét, dél felől Sényő, délnyugat felől Nyírtura, nyugat felől Kemecse, északnyugat felől pedig Vasmegyer.

### Megközelítése
Legfontosabb közúti megközelítési útvonala a 4-es főút, amely a belterületének déli szélén halad el. Főutcája a 3827-es út – ez köti össze Demecserrel,és azon keresztül Dombráddal –, déli településrészén a 3836-os út halad végig, Kemecsével pedig a 3823-as út kapcsolja össze. Gyártelep főutcája a 3827-es útból kiágazó 38 316-os számú mellékút.
A hazai vasútvonalak közül a települést a Budapest–Záhony-vasútvonal érinti, melynek egy megállási pontja van itt. Nyírbogdány vasútállomás Gyártelep településrész északnyugati részén helyezkedik el, közúti elérését a már említett 38 316-os út biztosítja.

## Története
A község a középkorban mezőváros volt. Első ízben 1220 körül említi nevét a Váradi regestrum, a hozzá tartozó Hene és Szolnok nevű falvakkal együtt. Neve a Bogdán személynévből alakult magyar névadással. A személynév a szláv Bogdán (Isten ajándéka), a görög Theodorosz átvétele volt, és minden bizonnyal magyar ember viselte.
1324-ben Bogdántelek néven szerepel az első oklevelekben. Ettől az időtől számít lakott településnek, a köznemes Bogdányi család birtokaként. A 18. századig mellettük sokan mások rendelkeztek résztulajdonnal, így az Apagyi család is.
1566-ban Szabolcs legjelentékenyebb települése volt.
A 16. század végén a 44 jobbágyháztartáson 5 földesúr osztozott, ebből 3 Bogdányi családbéli volt.
1607-től az akkor vármegyei alispán, Bogdányi János közbenjárására évente 6 alkalommal országos vásár tartására szerzett jogot a falunak. Ez nagyban hozzájárult fejlődéséhez.
A 17. században a Jármy, az Orosz, és a Bay családok szereztek részbirtokokat Bogdányban, melyeket 1945-ig meg is tartottak.
A 18. században a jelentékeny Bogdányi birtok feldarabolódott.
A falu mai határában 3 egykori falu olvadt be. Az egyik a középkori telepítésű, de később elnéptelenedett Gecsetelke. A községhatár északi részébe beolvadt Hene. Helyét ma egy Telek nevű puszta őrzi.
A harmadik terület a mai bogdányi határ északi részén különálló Szolnok volt. A három középkori település a török időkben kipusztult, és a 17. században már lakatlan terület volt.
1811-ben a község mezővárosi rangot kapott I. Ferenc királytól.
1860-tól a község több járáshoz tartozott.
1920-ban 2115 lakosa volt a falunak. 1930-ban 2388 lakosa volt a falunak.
1944 áprilisában összeszednek és deportálnak mintegy 30 zsidó családot.
1990-től közigazgatási besorolása község.
A község állandó népességszáma megközelítően: 3028 fő. Ebből férfi 1466, nő 1562.
A Nyírbogdányi Ipari Park 2002-ben jött létre, területe 20,5 hektár. Jelenleg három betelepült vállalkozás (Bogdány Plusz Bt., Bogdány Plaszt Kft., G&B Ügyker Kft.) 4,4 hektárt foglal el. Sajátosság, hogy a központtól 4 km-re alakult ki a Gyártelep település rész.

## Közélete

### Polgármesterei
- 1990–1994: Tanicsár Miklós (független)[3]
- 1994–1998: Tanicsár Miklós (független)[4]
- 1998–2002: Tanicsár Miklós (független)[5]
- 2002–2006: Balogh Tibor Zoltán (SZDSZ)[6]
- 2006–2010: Balogh Tibor Zoltán (SZDSZ-MSZP)[7]
- 2010–2014: Balogh Tibor Zoltán (független)[8]
- 2014–2019: Balogh Tibor Zoltán (független)[9]
- 2019–2024: Lisovszki Tamás (független)[10]
- 2024– : Lisovszki Tamás (független)[1]

## Népesség
A település népességének változása:
| Lakosok száma | 2861 | 2869 | 2840 | 2740 | 2697 | 2685 | 2696 |
|               | 2013 | 2014 | 2015 | 2021 | 2022 | 2023 | 2024 |

2001-ben a település lakosságának 95%-a magyar, 5%-a cigány nemzetiségűnek vallotta magát.
A 2011-es népszámlálás során a lakosok 89,2%-a magyarnak, 3,6% cigánynak, 0,3% németnek, 0,5% ukránnak mondta magát (10,7% nem nyilatkozott; a kettős identitások miatt a végösszeg nagyobb lehet 100%-nál). A vallási megoszlás a következő volt: római katolikus 24,9%, református 32,5%, görögkatolikus 10,1%, evangélikus 0,9%, felekezeten kívüli 4,2% (25,9% nem válaszolt).
2022-ben a lakosság 93,5%-a vallotta magát magyarnak, 3,3% cigánynak, 0,3% ukránnak, 0,3% németnek, 0,1-0,1% bolgárnak, szlováknak és románnak, 2,4% egyéb, nem hazai nemzetiségűnek (6,4% nem nyilatkozott; a kettős identitások miatt a végösszeg nagyobb lehet 100%-nál). Vallásuk szerint 19,5% volt római katolikus, 28,8% református, 8,1% görög katolikus, 1,7% egyéb keresztény, 0,8% evangélikus, 0,2% ortodox, 6,8% felekezeten kívüli (33% nem válaszolt).

## Nevezetességei
2006. június 10-én megnyílt a Bogdányi Tájház a Táncsics Mihály utca 10. szám alatt.
Néprajzi és helytörténeti kiállítás, ingyenes belépés.
Látogatási időpontok: kedd és péntek között 14.00 – 18.00, szombaton és vasárnap 10.00 – 16.00 között, hétfőn szünet.

## Itt születtek, itt éltek
- Abay Nemes Gyula 1910-1913 között itt volt gyógyszerész Nyírbogdányban.
- Alapy Henrik, 1868-ig Halpera (1859–1945) sebészorvos, egyetemi tanár.
- Itt született 1952-ben Dzsupin Ibolya színésznő

## Testvértelepülései
- Bihar, Románia
- Nagydobrony, Ukrajna

## Külső hivatkozások
- Nyírbogdány hivatalos honlapja